# Hymenoptychis
Hymenoptychis là một chi bướm đêm thuộc họ Crambidae.

## Các loài
- Hymenoptychis dentilinealis Snellen, 1880
- Hymenoptychis phryganidalis Pagenstecher, 1886
- Hymenoptychis scalpellalis Pagenstecher, 1886
- Hymenoptychis sordida Zeller, 1852